# Göbitz
Göbitz is een plaats in de Duitse gemeente Elsteraue, deelstaat Saksen-Anhalt, en telt 460 inwoners (1993).